# Alessandro Valignano
Alessandro Valignano o Valignani (Chieti, Regne de Nàpols 1539 - Macau 1606), jesuita italià que va fer de missioner a l'Índia, Xina i especialment al Japó i va ser un dels més grans i influents missioners de la història.

## Biografia
Alessandro Valignano va nàixer a Chieti, a la regió dels Abruços, el 15 de febrer de 1539, fill de Giambattista Valignano i Isabella de'Sangro,en una família rica i amb bones relacions, com va ser els contactes amb el cardenal Carafa, més tard Papa Pau IV, fet que va possibilitar que Valignano amb només 19 anys fos nomenat titular de l'abadia de Sant Stefano del Casale.

### Primers anys
Va estudiar lleis a la ciutat de Pàdua, on va fer d'advocat. El 16 de maig de 1557 va rebre la tonsura a la Catedral de Chieti i va ser nomenat abad de Sant Stefano del Casale.
A Roma el 1559, després de la mort del Papa Pau IV va esdevenir "l'auditore" del cardenal Mark Sittich von Hohemens o Marcus Sitticus Altemps.
El 1562 va ser acusat de l'apunyalament d'una dona i ve ser empresonat a Venècia, però va ser alliberat gràcies a la mediació de l'arquebisbe de Milà, Carlo Borromeo.
Va entrar a la Companyia de Jesús l'any 1566. Després d'estudiar filosofia i teologia al Col·legi Romà va ser ordenat sacerdot el 1570. Durant l'any 1571 va fer de professor al Col·legi Jesuita de Macerata., on va tenir d'alumne a Matteo Ricci que més tard esdevingué un dels missioners més significats a la Xina.

### De Roma a Lisboa[4]
El mes d'agost de 1573 el General de la Companyia de Jesús, Everardo Mercuriano (Everard Lardinois) el va nomenar Visitador pel conjunt de missions dels jesuïtes a l'Índia Oriental, en un àmbit geogràfic de responsabilitat que anava des de Etiòpia, l'arxipèlag indonesi, Macau i el Japó, i sota l'autoritat del padroao portuguès.
El 8 de setembre va professar els 4 vots solemnes a Santa Andrea del Quirinale i va sortir cap Portugal passant per Milà. Gènova, Alacant i de València fins a Lisboa va passar per Conca, Huete, Alcalà, Madrid i Évora per preparar l'anada a la colònia de Goa i visitar les missions de l'Índia, Malàisia, Macau i les illes Moluques,

### De Lisboa a Goa, a l'Índia, a Malaca i a Macau
El 21 de març de 1574 va viatjar en el galió Constantina de Lisboa conjuntament amb 41 jesuïtes més, fins a Moçambic i Goa, on va arribar a principis de setembre.
L'abril de 1575 va iniciar la seva visita a les missions dels jesuïtes a l'Índia i el desembre va preparar la primera congregació provincial a Chorao (Goa) i el 1577 marxa cap a Macau on s'està fins al 1579 quan marxa per primer cop al Japó, acompanyat per Lorenzo Mexia i Oliveiro Toscanello.
Va fundar un centre especial de formació on els missioners podien estudiar la llengua i cultura xinesa i preparar-se per anar a treballar a la Xina.
Va organitzar les missions del Japó i la de la Xina confiada a en Matteo Ricci, que va aconseguir fixar la residència a Pequín i fer-se acollir en la Cor Imperial dels emperadors de la Dinastia Ming.

### Activitat al Japó
Va viatjar tres cops al Japó amb estades llargues (1579-1582), (1590-1592) i (1598-1603), amb l'objectiu de reorganitzar les activitats del jesuïtes al país i potenciar la integració dels missioners en la societat i cultura japoneses. També va tenir un paper molt actiu en la introducció de la ciència i la filosofia occidental al Japó. Va viatjar per tot el país (Nagasaki, Kyoto, Bungo, Amakusa, Oita), fundà el seminari d'Arima i el 1594 el Col·legi de Sant Pau a Macao que es va configurar com a la primera universitat a l'Àsia Oriental, amb estudiants japonesos, italians, portuguesos, i espanyols.
El 1601 va escriure "Il cerimoniale del missionario in Giappone".
La seva política missionera tenia en compte la necessitat de respectar la cultura, idioma i costums locals, orientació que al Japó va permetre ampliar una comunitat cristina que ja era molt significativa. Aquests criteris var ser adoptats posteriorment per Matteo Ricci i Michele Ruggieri en un model d'actuació que s'ha denominat com a "Mètode Valignano-Ricci" i que de forma simplificada es pot resumir en quatre eixos:
1. Adaptació a les maneres de fer locals
2. Centrar l'actuació en les elits locals i nacionals
3. Evangelització indirecta mitjançant la introducció de la ciència i la tecnològia occidentals
4. Obertura als valors xinesos

Va ser l'impulsor i organitzador de "l'ambaixada Tensho" com a ambaixada japonesa a Europa, formada per senyors feudals (Dàimio), Sorin Otomo, Nobunaga Oda i Hideyoshi Toyotomi convertits al cristianisme.
Va introduir la impremta de tipus mòbils fet que li va permetre la impressió i difusió dels textos cristians al nous creients japonesos.
Va morir a Macau el 20 de gener de 1606.

### Valignano al cinema
El 2016 el director Martin Scorsese va dirigir la pel·lícula Silence (pel·lícula de 2016), un drama històric on l'actor Ciarán Hinds interpreta el paper del Pare Valignano.